# Albin Larsson
Albin Larsson (24 maggio 2004) è uno sciatore alpino svedese.

## Biografia
Specialista delle prove tecniche attivo dal gennaio del 2021, Albin Larsson ha esordito in Coppa Europa il 26 febbraio 2024 a Pass Thurn in slalom gigante, senza completare la prova, e ai Mondiali juniores di Tarvisio 2025 ha vinto la medaglia d'argento nella gara a squadre; non ha ha debuttato in Coppa del Mondo e non ha preso parte a rassegne olimpiche o iridate.

## Palmarès

### Mondiali juniores
- 1 medaglia:
  - 1 argento (gara a squadre a Tarvisio 2025)